# Classe Iwo Jima
Derivate da un progetto di portaerei di scorta dell'ultimo conflitto mondiale, le sette navi da sbarco classe Iwo Jima sono state a lungo un componente importante della US Navy, le prime navi del tipo portaelicotteri prodotte in gran numero. Esse avevano una grande capacità di trasporto elicotteri, con uno scafo di quasi 200 metri, ma erano prive di bacino di carico per mezzi da sbarco, necessario per lo sbarco di mezzi pesanti. Questa limitazione è stata superata con la Classe Tarawa.
La classificazione (hull classification symbol) è Landing Platform Helicopter (LPH).

## Unità
- USS Iwo Jima (LPH-2)
- USS Okinawa (LPH-3)
- USS Guadalcanal (LPH-7)
- USS Guam (LPH-9)
- USS Tripoli (LPH-10)
- USS New Orleans (LPH-11)
- USS Inchon (LPH-12)

## Galleria d'immagini

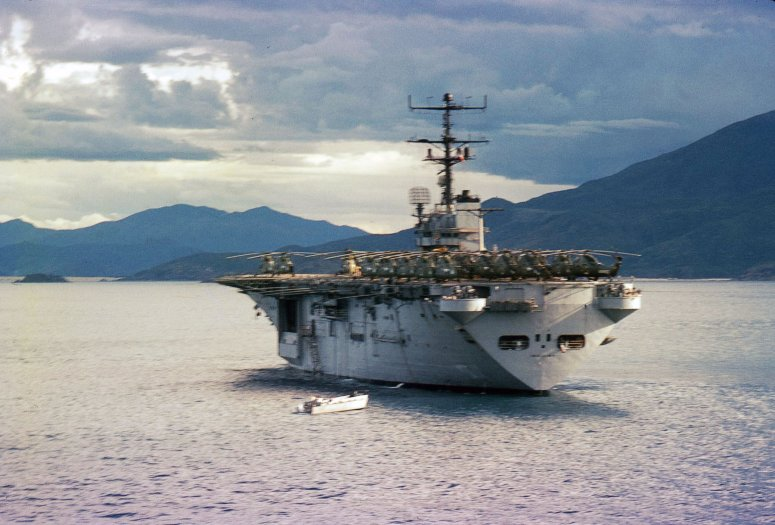
USS Iwo Jima
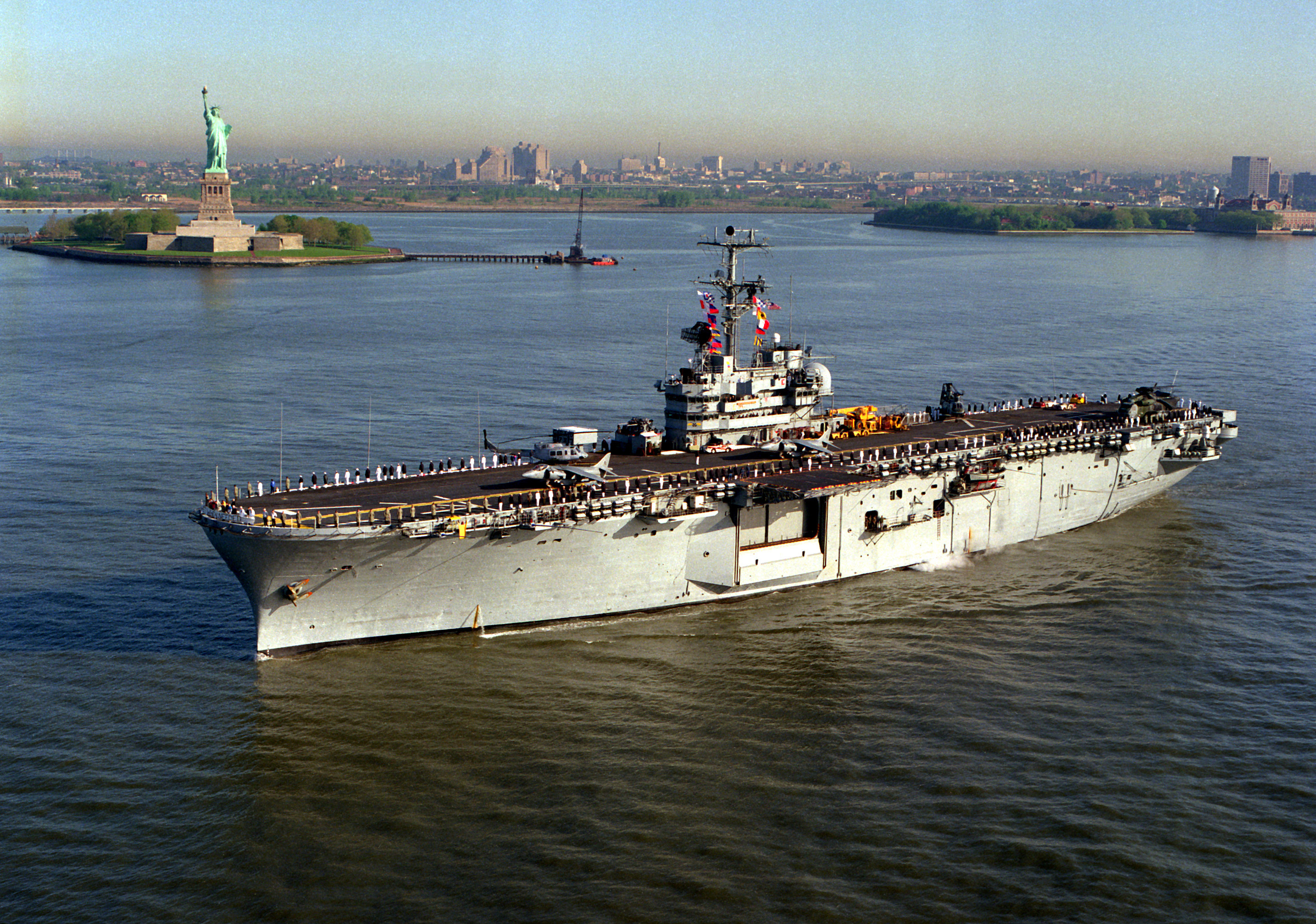
USS Guadalcanal a New York
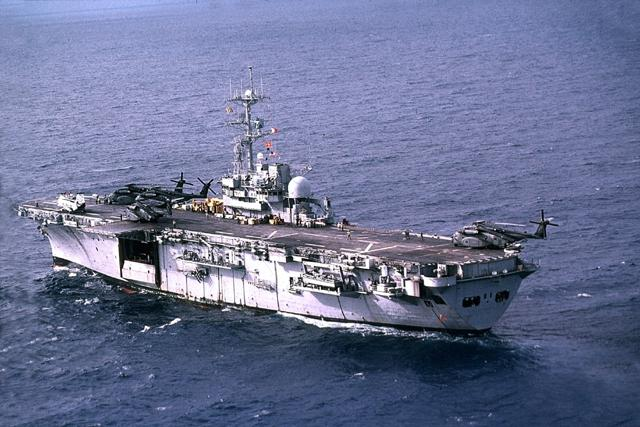
USS Inchon